# Manuel Galiana

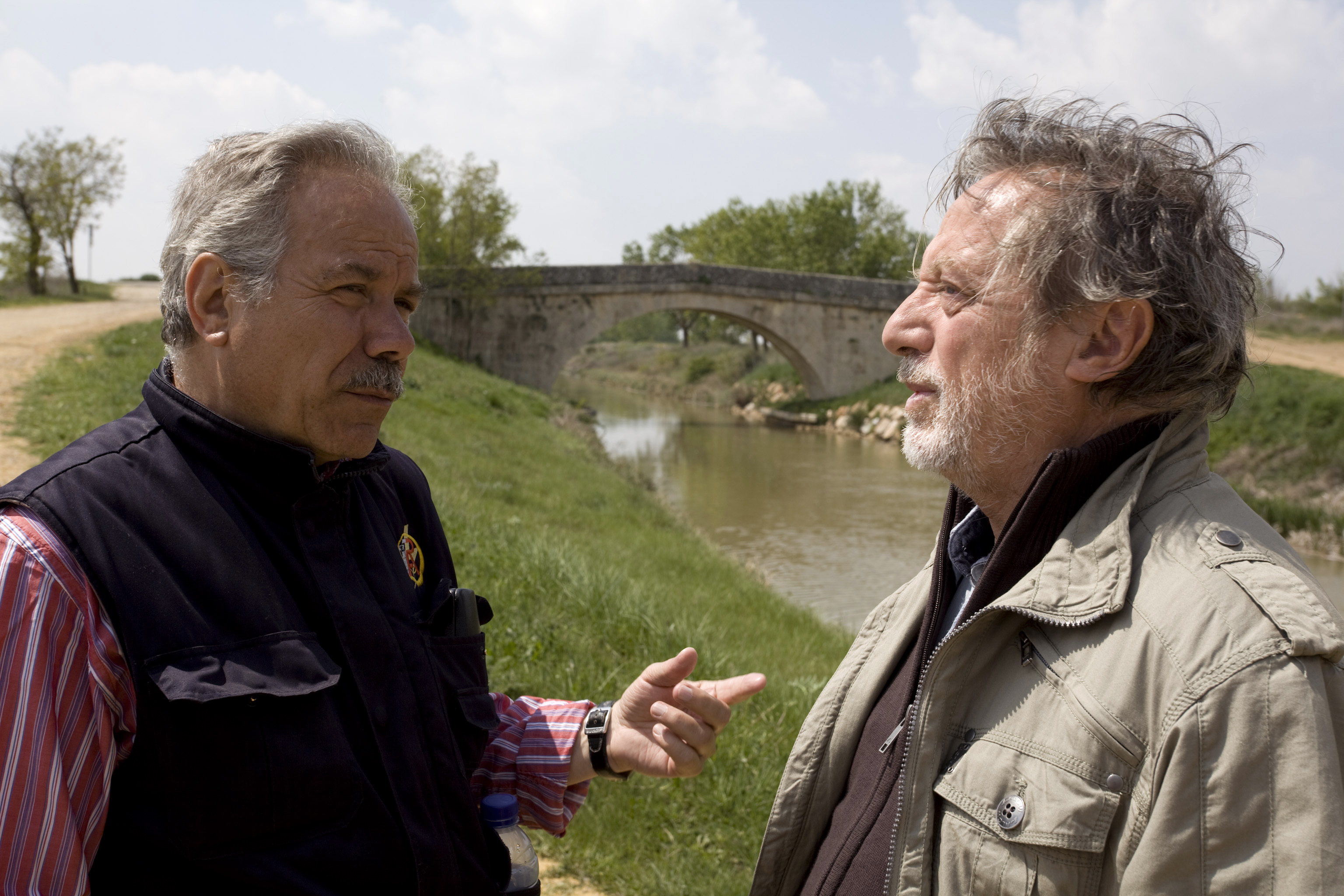
El director Francisco Rodríguez y Manuel Galiana durante la grabación del documental El Canal de Castilla (2011), fotografiados por Asís G. Ayerbe.

Manuel Galiana Martínez (Alicante , 9 de marzo de 1941) es un actor de teatro, cine y televisión español.
Se formó en el teatro, género en el que ha trabajado con asiduidad. Apareció en numerosas grabaciones de obras teatrales adaptadas para la televisión y emitidas en Televisión Española durante las décadas de 1960 y 70. A menudo interpretaba a jóvenes idealistas y formaba pareja artística con la actriz María José Goyanes.

## Biografía
Estudió en la Escuela de Cinematografía de Madrid, obteniendo el Premio Extraordinario de Interpretación.
Se inició en el mundo de la interpretación en el Aula de Teatro del Instituto San Isidro de Madrid, bajo la dirección del profesor de literatura Antonio Ayora.
Entró en el teatro profesional con la Compañía de Amelia de la Torre y obtuvo grandes éxitos con obras como La casa de los siete balcones, de Alejandro Casona; A Electra le sienta bien el luto, de Eugene O'Neill; Hay una luz sobre la cama, de Torcuato Luca de Tena, El caballo desvanecido (1967), de Françoise Sagan, Oficio de tinieblas (1967), de Alfonso Sastre, Divinas palabras (1969), de Ramón María del Valle-Inclán, Tango (1970), de Sławomir Mrożek, Los buenos días perdidos (1972), de Antonio Gala, Las galas del difunto (1978), de Valle-Inclán, El álbum familiar (1982), de José Luis Alonso de Santos, El pato silvestre (1982), de Ibsen, Tres sombreros de copa (1983), de Miguel Mihura y La gran pirueta (1986), de José Luis Alonso de Santos.
Entre sus últimos trabajos en el mundo del teatro destacan El veneno del teatro, de Rodolf Sirera, Anselmo B o la desmedida pasión por los alféizares, de Adolfo Marsillach, Abejas en diciembre, de Alan Ayckbourn, Ay, Carmela, de José Sanchis Sinisterra; El caballero de las espuelas de oro (1994), de Alejandro Casona; Misión al pueblo desierto, de Antonio Buero Vallejo (1999), Cyrano de Bergerac, de Edmond Rostand (2000), La raya del pelo de William Holden (2001), La guerra de nuestros antepasados, de Miguel Delibes (2003), El adefesio, de Rafael Alberti (2003-2004), Conversación con Primo Levi (2005-2006), La comedia del bebé (2006-2007), de Edward Albee y La decente (2008), de Miguel Mihura y Desnudos en Central Park (2009), junto a Emma Ozores. En 2010 dirige el montaje de Brujas, protagonizado por Arancha del Sol, Juncal Rivero, Carla Duval y Lara Dibildos.
En 2012 recibió, por votación popular, el XVI Premio Nacional de Teatro Pepe Isbert que concede la Asociación Nacional de Amigos de los Teatros de España.
Galiana ha participado en distintas producciones tanto para el cine como para la televisión, consiguiendo un gran reconocimiento de público y crítica. Entre otras distinciones, le han concedido el Premio El Espectador y la Crítica (1983), la Medalla de Oro de Valladolid y el Premio Nacional de Teatro (1998) por su trayectoria profesional en todos los géneros teatrales, la alta calidad actoral y su interpretación en la obra Píntame la eternidad, de Alberto Miralles.
Galiana lleva varios años impartiendo clases de interpretación como profesor en Aula del Actor.
Es presidente de honor de Amigos de los Teatros Históricos de España.

## Filmografía
- Querido profesor (Javier Setó, 1966).
- Aquí mando yo (Rafael Romero Marchent, 1967).
- Proceso de Gibraltar (Eduardo Manzanos Brochero, 1967).
- Palabras de amor (Antoni Ribas, 1968).
- Las gatas tienen frío (Carlos Serrano, 1970).
- Los buenos días perdidos (Rafael Gil, 1975).
- Mi hija Hildegart (Fernando Fernán Gómez, 1977).
- El día del presidente (Pedro Ruiz, 1979).
- Historias de mujeres (Mauricio Walerstein, 1980).
- Luces de bohemia (Miguel Ángel Díez, 1985).
- Stico (Jaime de Armiñán, 1985).
- Gallego (Manuel Octavio Gómez, 1988).
- X (Luis Marías, 2002).
- El furgón (Benito Rabal, 2003).
- La piel de la tierra (Manuel Fernández, 2004).
- Tiovivo c. 1950 (José Luis Garci, 2004).
- GAL (Miguel Courtois, 2006).
- Luz de domingo (José Luis Garci, 2007).
- Sangre de mayo (José Luis Garci, 2008).
- Nadie inquietó más - Narciso Ibáñez Menta (2009)... Él mismo.
- Camera Café: la película (Ernesto Sevilla, 2022).
- Burga (Alfredo Contreras, 2023).
- Matusalén (David Galán Galindo, 2023).
- Gina (José Durán, en producción).

## Teatro
- La casa de los siete balcones , de Alejandro Casona
- A Electra le sienta bien el luto , de Eugene O'Neill
- Hay una luz sobre la cama , de Torcuato Luca de Tena
- Cui-Ping-Sing (1961), de Agustín Foxá
- Cerca de las estrellas (1961), de Ricardo López Aranda
- El abogado del diablo (1962), de Morris West
- El carrusel  (1965), de Víctor Ruiz Iriarte[9]
- El cochecito leré (1966), de Ricardo López Aranda
- La dama de Maxim's (1966) de George Feydeau
- Madre Coraje (1966) de Brecht[10]
- El caballo desvanecido (1967), de Françoise Sagan[11]
- Oficio de tinieblas  (1967), de Alfonso Sastre
- El pájaro azul (1967), de Maeterlinck
- La bahía (1968), de Philippe Adrien
- Divinas palabras (1969), de Ramón María del Valle-Inclán
- Hay una luz sobre la cama (1970), de Torcuato Luca de Tena
- Tango  (1970), de Sławomir Mrożek
- Andorra  (1971), de Max Frisch
- El triunfador (1971), de Torcuato Luca de Tena
- Salsa picante (1971), de Joyce Rayburn
- Adriano VII (1971), de Peter Lucke
- Los buenos días perdidos  (1972), de Antonio Gala[12]
- La llegada de los dioses  (1972), de Antonio Buero Vallejo
- Ellos los prefieren...un poco locas  (1975), de Harry Caine[13]
- Los chicos de la banda (1975), de Matt Crowley
- La hija del capitán (1977), de Valle-Inclán
- Las galas del difunto (1978), de Valle-Inclán
- Posdata: Tu gato ha muerto (1979), de James Kirkwood
- Tragicomedia del Serenísimo principe Don Carlos (1980), de Carlos Muñiz
- El álbum familiar (1982), de José Luis Alonso de Santos
- El pato silvestre (1982), de Ibsen
- Tres sombreros de copa (1983), de Miguel Mihura
- Ni pobre ni rico sino todo lo contrario (1986), de Tono y Mihura
- La gran pirueta (1986), de Alonso de Santos
- Tango , de Slawomir Mrozek
- El veneno del teatro , de Rodolfo Sirera
- Anselmo B o la desmedida pasión por los alféizares , de Adolfo Marsillach
- Abejas en diciembre (1987), de Alan Ayckbourn.[14]
- ¡Ay, Carmela (1988), de José Sanchis Sinisterra
- El tríptico de los Pizarro (1990), de Tirso de Molina
- El desdén con el desdén (1991), de Agustín Moreto.[15]
- Fortunata y Jacinta (1994), de Benito Pérez Galdós[16]
- La comedia de los errores (1994), de William Shakespeare
- El caballero de las espuelas de oro (1994), de Alejandro Casona
- El visitante (1997), de Eric-Emmanuel Schmitt
- El otro William (1997/98), de Jaime Salom
- Píntame en la eternidad (1998), de Alberto Miralles
- Misión al pueblo desierto  (1999), de Antonio Buero Vallejo
- Yo, Martín Lutero (1999), de Ricardo López Aranda
- Cyrano de Bergerac (2000), de Edmond Rostand
- La raya del pelo de William Holden (2001), de José Sanchís Sinisterra
- La guerra de nuestros antepasados (2003), de Miguel Delibes
- El adefesio (2003-2004), de Rafael Alberti
- Conversación con Primo Levi (2005-2006)
- La comedia del bebé]] (2006-2007), de Edward Albee
- La decente (2008), de Miguel Mihura
- Desnudos en Central Park (2009)
- Extraño anuncio (2012), de Adolfo Marsillach
- Testigo de cargo (2012) de Agatha Christie
- En el oscuro corazón del bosque (2016), de José Luis Alonso de Santos.
- Nostalgia del agua (2017), de Ernesto Caballero.

## Televisión
| - Sentimos las molestias (2023) - Dos años y un día (2022) - Servir y proteger (2019) - Vive cantando (2013-2014) - Gran Reserva (2013) - Bandolera (2011) - Doctor Mateo (2009) - Viva Luisa (2008) - El camino del Cid (Narrador) (2008) - Escenas de matrimonio (2007-2008) - Círculo rojo (2007) - Tirando a dar (2006) - Hospital Central - A Torremolinos (11 de enero de 2005) - El amor es una enfermedad que no tiene cura (18 de enero de 2005) - Si hay que llegar, se llega (25 de enero de 2005) - Aquí no hay quien viva - Érase un combate (3 de noviembre de 2004) - Érase un canario (10 de noviembre de 2004) - Érase una academia (2 de febrero de 2005) - ¿Se puede? (24 de julio de 2004) - Luna negra (2003) - Cuéntame cómo pasó - Dos trompas y un destino (26 de septiembre de 2002) - Los Caudillos también se rascan (31 de octubre de 2002) - Primeras tardes con Teresa (7 de noviembre de 2002) - Arriba el telón (14 de noviembre de 2002) - Paraíso - Vudú (12 de julio de 2001) - El Comisario - Lazos familiares (22 de enero de 2001) - Pico Cerrado (4 de marzo de 2004) - Una de dos (1998-1999) - Tío Willy - La balada del parado (1 de enero de 1998) - Hostal Royal Manzanares (1996-1997) - Los ladrones van a la oficina - Schsst... secreto (1 de enero de 1995) - Recuerda cuándo (1987) - A Electra le sienta bien el luto (1986) - La Voz humana - Mozart y Salieri (19 de septiembre de 1986) - El veneno del teatro (3 de octubre de 1986) - Proceso a Mariana Pineda (1984) - Cuentos imposibles - Ingrid Bloom (2 de octubre de 1984) - Nuevo amanecer (9 de octubre de 1984) - Rosa fresca (16 de octubre de 1984) - Ha dicho papá (23 de octubre de 1984) - Hostal Valladolid (30 de octubre de 1984) - La Comedia - Tú y yo somos tres (25 de octubre de 1983) - El huevo (17 de enero de 1984) - Teatro Breve - Concierto para piano y hacha (8 de marzo de 1981) - Caperucita y el otro (10 de mayo de 1981) - Los gozos y las sombras (1982) - Que usted lo mate bien - La pareja (27 de marzo de 1979) - Teatro Club - El unicornio de las estrellas (10 de julio de 1976) - Paolo Paoli (4 de marzo de 1977) - Cuentopos (1974-1975) - El teatro - El cianuro ¿sólo o con leche? (20 de julio de 1975) - Pequeño estudio - Sin decir oste ni moste (20 de octubre de 1972) - Ficciones - La casa maldita (20 de julio de 1972) - Owen Wingrave (20 de octubre de 1973) - El ideal de amor (17 de noviembre de 1973) - El pasaporte ruso demorado (1 de diciembre de 1973) - La saga de Maruxa Canido (29 de julio de 1974) | - Siete piezas cortas - Los pasos no se pierden (29 de mayo de 1972) - Visto para sentencia - Celos (9 de agosto de 1971) - Hora once - Duque de Portland (19 de diciembre de 1970) - Vivir para ver - Agua de colonia (12 de diciembre de 1969) - Teatro de siempre - Calígula (25 de octubre de 1971) - Tres sombreros de copa (6 de noviembre de 1969) - Especial pop (1969) - Los Encuentros - Primavera en el parque (6 de agosto de 1966) - Error judicial (9 de septiembre de 1967) - Historias para no dormir - El último reloj (18 de diciembre de 1964) - El pacto (25 de marzo de 1966) - El aniversario (1966) - La zarpa (3 de noviembre de 1967) - El caso del Señor Valdemar (13 de septiembre de 1982) - Novela - Siempre en capilla (24 de enero de 1966) - El extraño mundo del profesor (14 de marzo de 1966) - El fin de un largo viaje (4 de abril de 1966) - El alba y la noche (10 de octubre de 1966) - El fantasma y Doña Juanita (7 de noviembre de 1966) - El aguilucho (28 de noviembre de 1966) - Patio de luces (13 de febrero de 1967) - En vano (22 de enero de 1968) - El tigre de Tomás Tracy (26 de mayo de 1969) - El rey sabio (30 de marzo de 1970) - Jeromín (21 de septiembre de 1971) - Padres e hijos (15 de mayo de 1972) - Poquita cosa (15 de mayo de 1978) - Estudio 1 - La chica del gato (9 de febrero de 1966) - La boda de la chica (23 de febrero de 1966) - Prohibido suicidarse en primavera (29 de marzo de 1967) - La casa de los siete balcones (21 de junio de 1967) - El hogar invadido (29 de abril de 1969) - El gesticulador (20 de mayo de 1969) - Los amantes de Teruel (17 de junio de 1969) - El farsante de Occidente (18 de noviembre de 1969) - Angelina o el honor de un brigadier (16 de diciembre de 1969) - El gran teatro del mundo (26 de marzo de 1970) - ¿Conoce usted la Vía Láctea? (de K. Wittlinger, 1970) - Cándida (9 de abril de 1970) - La alondra (29 de enero de 1971) - Las aleluyas del señor Esteve (22 de octubre de 1971) - El castigo de la miseria (1 de enero de 1972) - Otelo (7 de abril de 1972) - Pedro y Juan (28 de abril de 1972) - Vivir de ilusiones (15 de septiembre de 1972) - 50 años de felicidad (22 de diciembre de 1972) - El concierto de San Ovidio (19 de enero de 1973) - Llama un inspector (6 de abril de 1973) - El lindo don Diego (13 de julio de 1973) - El alma se serena (8 de septiembre de 1975) - El enfermo imaginario (15 de octubre de 1979) - Jano (16 de diciembre de 1979) - El pelícano (9 de octubre de 1981) - Los emigrantes (18 de diciembre de 1981) - El pato silvestre (6 de diciembre de 1982) - La tortuga perezosa (1961-1963) |

## Lecturas dramatizadas
- "Al cabo de los años", de Mario Crespo López, monólogo de Marcelino Menéndez Pelayo (Biblioteca de Menéndez Pelayo, Santander, 3 de septiembre de 2012). Lectura dramatizada.
- "Un corte a su medida" , de Javier García Teba con Alejandro Tous y Alejandro Navamuel (2014). Narrador.

## Premios
Medallas del Círculo de Escritores Cinematográficos
| Año  | Categoría              | Película       | Resultado |
| ---- | ---------------------- | -------------- | --------- |
| 2007 | Mejor actor secundario | Luz de Domingo | Nominado  |

- Premio Nacional de Teatro (1998).
- Premio El Espectador y la Crítica (1983).
- Premio Ricardo Calvo (1994).
- Medalla de Oro de Valladolid.
- I Premio Nacional a la Calidad en el Teatro Luis Parreño, Asociación Nacional de Amigos de los Teatros de España (AMITE ), Albacete, 2003.
- XVI Premio Nacional de Teatro Pepe Isbert concedido por la Asociación Nacional de Amigos de los Teatros de España (AMITE), 2012.
- Medalla de Honor de Amigos Teatros Históricos de España (Amithe).
- Premio Duende Zahorí del Festival de Teatro de Torrelavega (2020).